# 여왕폐하 쁘띠안제
여왕폐하 쁘띠안제는 1977년에 닛폰 애니메이션이 제작한 TV 애니메이션 시리즈이다. 대한민국에서는 MBC를 통해 《귀여운 앤지》라는 제목으로 1980년 9월부터 1981년 2월까지 방영되었으며, 1986년에는《꼬마탐정 쁘띠안제》라는 제목으로 KBS 1TV에서 재방영되었다. 1997년 2월에는 달의 요정 세일러문의 방영이 늦어지면서 《말괄량이 앤지》라는 제목으로 KBS 2TV에서 방영되었다.

## 줄거리
첫번째 장면은 셜록 홈즈의 조카딸인 앤지 이슬링턴의 도착 편지로 시작된다. 어느 날, 그녀는 가든 파티에서 실종된 잉글랜드 반지의 여왕과 관련된 강도 사건에 휘말린다. 명예 탐정과 펜던트라는 새 칭호와 인정의 상징으로 보답받은 그녀는 모험을 시작한다. 그녀는 스코틀랜드 야드 탐정인 잭슨 경관, 마이클 대시, 앤지의 가장 친한 친구 프랭크의 도움을받는다. 그들은 수많은 문제를 해결하고 도시로 평화를 가져오게 된다.

## 등장인물
- 앤지
- 포핀스
- 잭슨
- 벤저민
- 마이클
- 바버라
- 프랭크
- 로저
- 알프레드
- 지미
- 헬렌
- 히라리